# 韦尼阿明·迪姆希茨
韦尼阿明·埃马努伊洛维奇·迪姆希茨（俄语：Вениамин Эммануилович Дымшиц；1910年2月15日（28日）—1993年5月23日），是苏联的政治家，第聂伯罗彼得罗夫斯克帮成员，曾担任苏联部长会议副主席、苏联国家计划委员会主席、国家物资和技术供应委员会主席。